# Gérard Leman
Gérard Mathieu Joseph Georges Leman (Liegi, 8 gennaio 1851 – Liegi, 17 ottobre 1920) è stato un generale belga, che durante la grande guerra fu comandante del campo fortificato di Liegi e della 3ª Divisione.

## Biografia
Nacque a Liegi il'8 gennaio 1851, figlio di Georges-Auguste, un capitano d'artiglieria dell'esercito belga, professore alla Accademia militare reale di Bruxelles, e di Marie Gertrude Félicité Kips. Dopo aver compiuto gli studi secondari all'Athénée royal di Bruxelles, nel 1867 entrò come allievo alla Accademia militare reale, uscendone nel 1872 con il grado di tenente del genio. 
Durante la guerra franco-prussiana del 1870-1871 prestò servizio in un corpo di osservazione belga. Nel 1882 divenne membro del corpo docente della Accademia militare reale  e, nel dicembre 1902, fu promosso colonnello. Fu direttore della Accademia militare reale dal 26 dicembre 1905 al gennaio 1914, ed  esercitò una notevole influenza sulle materie militari insegnate, diventando famoso come matematico. Durante questo periodo fu responsabile dell'educazione militare di principe ereditario Alberto, di cui fu tutore.
Fu elevato al rango di tenente generale di fanteria il 26 giugno 1912, divenendo membro del Consiglio nazionale di Difesa. Il 31 gennaio 1914 fu nominato comandante del campo fortificato di Liegi e della 3ª Divisione. Liegi, insieme alla sua cerchia esterna di forti satellite, occupava una posizione vitale, bloccando lo stretto varco tra l'"appendice del Limburgo" e le Ardenne, il miglior accesso al Belgio. Determinato a rallentare il più possibile una ipotetica offensiva tedesca, mobilitò 18.000 persone per rinforzare le fortificazioni della cintura di Liegi costruita tra il 1888 e il 1891 su progetto dell'ingegnere militare Henri Alexis Brialmont.
Il 5 agosto 1914, in ossequio al piano Schlieffen, le truppe dell'esercito tedesco, al comando del generale Albert Theodor Otto von Emmich, apparvero davanti a Liegi e lanciarono un ultimatum chiedendo la resa delle fortificazioni belghe. Al suo netto rifiuto, nella notte tra il 5 e il 6 agosto, iniziarono le operazioni belliche. Alle 4:30, il suo quartier generale, installato in rue Sainte-Foy, fu attaccato da una compagnia nemica infiltratasi dietro le linee belghe. Benché l'attacco fosse respinto egli decise di trasferire il proprio comando e il suo stato maggiore all'interno di Fort de Loncin, allora al comando del colonnello Victor Naessens.
Le forze del generale von Emmich inizialmente non furono in grado di sfondare le fortificazioni e dovettero attendere l'arrivo degli zeppelin e  dell'artiglieria pesante: obici 42 cm M-Gerät 14 L/12 da 420 mm e altri cannoni pesanti arrivati dalla Germania e dall'Austria-Ungheria (obici Škoda da 305 mm). Dopo un intenso bombardamento durato 24 ore, alle 17:20 del 15 agosto un proiettile di grosso calibro fece esplodere i due magazzini munizioni di Fort de Loncin, dove si trovavano dodici tonnellate di esplosivo, uccidendo 350 dei 500 soldati della guarnigione.  Egli fu fatto prigioniero di guerra, durante l'assalto finale tedesco, trovato tra le rovine del forte privo di sensi, gravemente ferito e con una commozione cerebrale. Trasferito a Liegi in ambulanza, durante il successivo incontro con von Emmich volle consegnare al generale tedesco la sua spada, il quale cortesemente rifiutò e gli permise di conservare l'arma.
Egli insistette sempre sul fatto che il rapporto della sua cattura menzionasse che non si era arreso, ma era stato catturato privo di sensi. Durante il viaggio verso la Germania, scrisse una lettera al re Alberto I, descrivendo dettagliatamente la caduta dei forti e concludendo con le parole: "Avrei dato volentieri la mia vita per servirli [il Belgio e il suo re], ma la morte mi è stata negata".
Come prigioniero fu trasferito dapprima nella cittadella di Magdeburgo, dove il 1 settembre subì l'amputazione di un dito di un piede. Dopo essere stato considerato guarito nel gennaio 1915, fu trasferito al campo di prigionia di Blankenburg-im-Mark il 7 aprile dello steso anno. Gradualmente le sua condizioni di salute incominciarono a peggiorare, poiché soffriva di diabete e problemi cardiaci, e fu rilasciato il 19 dicembre 1917. Trasferito in Svizzera, dopo la convalescenza si unì al governo belga in esilio vicino a Le Havre accolto con una solenne cerimonia il 21 luglio 1918.
Dopo la fine della Grande Guerra rientrò a Liegi nel novembre 1918, e vi si stabilì per scrivere il suo Rapport au Roi sur la défense de Liège en août 1914 (pubblicato solo nel 1960). Il re lo mantenne nelle sue funzioni senza limiti di età e gli conferì il titolo nobiliare di conte il 15 novembre 1919. Appena terminato il suo "rapporto", si spense a Liegi il 17 ottobre 1920 a causa di una polmonite.

## Pubblicazioni
- Leçons de statique graphique, 1887.[5]
- Cours de résistance des matériaux, 1895.[5]
- Note sur la stabilité des routes circulaires, 1900.[5]
- Sur l’enseignement de l’analyse infinitésimale, 1901.[5]
- Rapport au Roi sur la défense de Liège en août 1914, 1920.

### Annotazioni
1. ↑   von Emmich aveva partecipato in qualità di osservatore alla grandi manovre dell'esercito belga, e aveva avuto l'occasione di conoscere il generale Leman.
2. ↑  Fu trovato dal maggiore Ernst Gruson, il quale inizialmente credette che fosse morto, e quando il generale rinvenne gli offrì un bicchiere d'acqua.

### Fonti
1. 1 2 3 4 5 6 7  First World War.
2. 1 2 3 4  First World War.
3. 1 2 3  First World War.
4. 1 2 3 4 5 6 7 8 9  Encyclopædia Britannica.
5. 1 2 3 4 5 6 7 8 9 10 11 12 13 14 15 16 17 18 19 20 21 22 23  Ars Moriendi.
6. 1 2 3  First World War.
7. ↑  First World War.
8. ↑  Meyer 2007, p. 135.